# سمسم جناحي
سمسم جناحي (الاسم العلمي:Sesamum alatum) هو نوع من النباتات يتبع جنس السمسم من الفصيلة البيدالية.